# Ehekomödie
Ehekomödie ist eine US-amerikanische Literaturverfilmung von Ernst Lubitsch aus dem Jahr 1941. Sie beruht auf Victorien Sardous und Émile de Najacs Schauspiel Divorçons.

## Inhalt
Jill und Versicherungsagent Larry gelten als das Vorzeigeehepaar New York Citys, da sie seit sechs Jahren verheiratet sind und ihre Ehe sorgenfrei scheint. In Wirklichkeit plagen Jill immer wieder Schluckaufanfälle, die sie sich nicht zu erklären weiß. Psychiater Vengard, zu dem sie sich nach einigem Zögern begibt, diagnostiziert eine Ehekrise. Tatsächlich haben sich Jill und Larry kaum mehr etwas zu sagen und wenn sie über ihren Schluckauf sprechen will, hat er das nächste Geschäftsessen im Kopf.
Jill begegnet im Warteraum des Psychiaters dem verschrobenen Pianisten Sebastian, der die Menschheit hässlich findet und hin und wieder Dinge ganz einfach mit „Pfui“ bewertet. Sie gehen in eine Galerie, wo ein abstraktes Porträt hängt, das Sebastian zeigt. Jill kauft einen Druck des Bildes und lädt Sebastian zum Geschäftsessen Larrys mit verschiedenen ungarischen Geschäftsmännern ein. Es stellt sich heraus, dass Sebastian in Ungarn studiert hat und so rettet er zunächst den Abend. Am Ende jedoch vertreibt er die Gäste, als er stundenlang am Klavier ein Privatkonzert gibt. Nur Jill ist noch da, als Sebastian sein Konzert am nächsten Morgen beendet. Beide kommen sich näher und auch Larry erkennt bald, dass seine Frau ein Verhältnis mit dem Pianisten hat – zumal inzwischen das abstrakte Gemälde gerahmt in der Wohnung hängt. Jills Schluckaufanfälle jedoch sind verschwunden.
Larry entschließt sich nach einer Konfrontation mit Sebastian, in ein Hotel zu ziehen. Die Scheidung wird eingereicht und Larry beginnt eine kleinere Affäre mit Sally, der Sekretärin seines Geschäftspartners. Jill wiederum leidet unter dem Zusammenleben mit Sebastian, der Tag und Nacht nur Klavier spielt, und auch der Schluckauf ist wiedergekommen. Sie flüchtet sich zu Larry, als sie von seiner Beziehung zu Sally erfährt und will ihn zum Dinner überreden. Die zu Besuch erscheinende Sally vertreibt sie dabei, ohne dass Larry es bemerkt. Über dem Ansehen alter Fotos finden Larry und Jill wieder zusammen. Sebastian, der nach einer Auseinandersetzung mit Jill die Wohnung verlassen hatte und nun nachts nach Hause kommt und sofort wieder mit dem Klavierspiel beginnt, bedeutet der im Schlafanzug aus dem Schlafzimmer kommende Larry, er solle doch leise sein. Ernüchtert packt Sebastian seine wenigen Habseligkeiten und zieht aus dem Haus von Jill und Larry aus. Larry wiederum geht noch nachts zur Wohnungstür und legt vorsichtshalber die Türkette vor. Von da an, so die Einblendung am Ende, hatte Jill nie wieder Schluckauf.

## Produktion
Ehekomödie wurde von Oktober bis Dezember 1940 gedreht und kam am 20. April 1941 in die Kinos. Bei dem Film handelte es sich um ein Remake von Lubitschs Stummfilm Küss mich noch einmal (orig. Kiss Me Again) aus dem Jahr 1924.

## Kritik
Das Lexikon des Internationalen Films schrieb, dass „aus dem trivialen Lustspielstoff […] durch Lubitschs elegante und sensible Regie eine intelligente Komödie [wurde].“